# Gubbenshöllsjön
Gubbenshöllsjön är en sjö i Tierps kommun i Uppland och ingår i Tämnarån-Forsmarksåns kustområde. Gubbenshöllsjön ligger i Slada Natura 2000-område.